# 모동초등학교 (경남)
모동초등학교는 대한민국 경상남도 거창군 위천면 빼재로 796에 있었던 초등학교이다.

## 연혁
- 1945.06.05.   모동국민학교 인가
- 1945.03.20.   5학급 편성
- 1964.03.01.   6학급 편성
- 1988.03.15.   병설유치원 개원
- 1999.02.19.   제50회 졸업식
- 1999.03.01.   위천초등학교로 통폐합